# Teresa de la Parra
Teresa de la Parra (5 tháng 10 năm 1889 – 23 tháng 4 năm 1936) là một tiểu thuyết gia người Venezuela.